# Даррелл Ісса
Даррелл Едвард Ісса (англ. Darrell Edward Issa; нар. 1 листопада 1953, Клівленд, Огайо) — американський бізнесмен і політик з Республіканської партії. Він є членом Палати представників США від Каліфорнії з 2001 року.
Ісса служив в американській армії з 1970 по 1972 та з 1976 по 1980 роки, почавши свою військову кар'єру вже у 17 років, навіть не закінчивши середньої школи. 1976 року отримав ступінь бакалавра в галузі ділового адміністрування в Коледжі Сієна Гайтс (нині Університет Сієна Гайтс) в Мічигані.
Неодноразово заарештовувався за крадіжку авто (у 1972 та 1980 роках) і був одного разу визнаний винним у суді за носіння незареєстрованої вогнепальної зброї.
1982 року заснував Directed Electronics, як сімейний бізнес в штаті Огайо. 1986 року разом з сім'єю переїхав до Вісти, передмістя Сан-Дієго.
Ісса має ліванське і судетонімецьке походження. Він є членом Маронітської католицької церкви.